# Zentriks
Zentriks (originalni naziv: Jikuu Boukenki Zentrix) je 3D-CG kineska animirana TV serija napravljena od strane Tony Tang-a i Felix ip-a u Hong Kongu sa kompanijom Imagi Animation Studios. Originalnu priču su napisali Tony Tang, Benny Chrow, Felix Ip i Francis Kao.

## Radnja
Serija je smeštena u "savršenom" gradu po imenu Zentriks (engl, Zentrix city). Imperator Džerad je strvorio super-kompjuter (robot) OmikronČipa, koji kontroliše mašine, robote kako bi ljudima održao "savršen" život.
OmikronČip je super inteligentni robot koji sadrži 6 Zentrium Bio čipova, misleći da bi mogao da zavlada celim svetom, pokušaće da ubije Džerada, saznajući to Džerad i Roark prave vremensku mašinu kako bi se vratili 7 godina u nazad i isključili svih 6 Zentrium Bio čipova koji pokreće OmikronČip. Napravili su 2 robota Zevsa i Kvantuma, Zevs je bio izabran kako bi zaštitio Džeradovu ćerku Megan...

## Likovi

### Dobri
- Megan
- Mango
- Zevs
- Kvantum
- Nik
- Kina
- Roark
- Džerad...

#### Zli
- OmikronČip
- Mračni General
- Assaulter
- Big Assaulter
- Silver General...

## Nagrade
"Children of the Year" (Deca Godine) - Italija
"Gold Camera" (Zlatna kamera) - Los Anđeles

## Spoljašnje veze
- Zentriks web arhiva
- zentrix na sajtu  (jezik: engleski)